# Kazunari Ōno
Kazunari Ōno (jap. 大野 和成, Ōno Kazunari; * 4. August 1989 in Jōetsu, Präfektur Niigata) ist ein japanischer Fußballspieler. 

## Karriere
Kazunari Ōno erlernte das Fußballspielen in der Jugendmannschaft von Albirex Niigata. Hier unterschrieb er 2008 auch seinen ersten Profivertrag. Der Club aus Niigata, einer Großstadt in der gleichnamigen Präfektur Niigata auf Honshū, spielte in der höchsten Liga des Landes, der J1 League. Von August 2011 bis Januar 2012 wurde er an den Zweitligisten Ehime FC aus Matsuyama ausgeliehen. Für Ehime bestritt er 17 Zweitligaspiele. Shonan Bellmare, ein Club aus Hiratsuka, lieh ihn die Saison 2012 und 2013 aus. 2012 spielte er mit Shonan in der zweiten Liga. Am Ende der Saison wurde er mit dem Club Vizemeister und stieg in die erste Liga auf. Anfang 2014 kehrte er zu Niigata zurück. Für Niigata absolvierte er bis 2017 insgesamt 98 Spiele. 2018 unterschrieb er einen Vertrag bei seinen ehemaligen Club Shonan Bellmare. 

## Erfolge
Shonan Bellmare
- Japanischer Zweitligavizemeister: 2012  ▲
- Japanischer Ligapokalsieger: 2018